# Ariel Goldenberg
Ariel Goldenberg (Buenos Aires, 2 de febrero de 1951-Nimes, 14 de julio de 2021) fue un director de teatro y promotor cultural hispanoargentino.

## Biografía
Nació en 1951 en Buenos Aires en una familia de origen judío, de padre rumano y madre polaca. Su hermano Jorge lo introdujo en el grupo Teatro Payró, que había cofundado junto con otros escindidos del Yiddish Folk Theatre. En 1975, viajó con dicho grupo a Europa, actuando en el Festival de Nancy (Francia). También en los años setenta llegó a España junto con una compañía de teatro francesa con la que actuó en el Teatro Español. Goldenberg se quedó en Madrid y trabajó para la asociación cultural Caballo de Bastos, que gestionaba la sala Cadarso y había organizado poco antes la primera edición del Festival Internacional de Teatro de Madrid. Gracias a sus conexiones con la escena teatral europea, contribuyó a potenciar el festival, que dirigió entre 1985 y 1991, cuando la Comunidad de Madrid asumió la organización del festival y la dirección pasó a manos de la gestora cultural Alicia Moreno. En 1987 adquirió la nacionalidad española.
En Francia, dirigió la Casa de la Cultura de Bobigny entre 1989 y 2000 y el Teatro de Chaillot entre 2000 y 2008.
En 2000, tras ser nombrada Alicia Moreno consejera de Cultura de la Comunidad de Madrid, Ariel Goldenberg la sucedió como director artístico del Festival de Otoño de Madrid.
Murió de linfoma el 14 de julio de 2021.